# Сіл-Коув (Форчун-Бей)
Сіл-Коув (англ. Seal Cove (Fortune Bay)) — містечко в Канаді, у провінції Ньюфаундленд і Лабрадор.

## Населення
За даними перепису 2016 року, містечко нараховувало 242 особи, показавши скорочення на 8,0%, порівняно з 2011-м роком. Середня густина населення становила 100,1 осіб/км².
З офіційних мов обидвома одночасно володіли 5 жителів, тільки англійською — 240.
Працездатне населення становило 30,2% усього населення, рівень безробіття — 15,4% (25% серед чоловіків та 33,3% серед жінок). 92,3% осіб були найманими працівниками, а 15,4% — самозайнятими.

## Клімат
Середня річна температура становить 5,1°C, середня максимальна – 18,9°C, а середня мінімальна – -10°C. Середня річна кількість опадів – 1 515 мм.
| Клімат поселення                              | Клімат поселення | Клімат поселення | Клімат поселення | Клімат поселення | Клімат поселення | Клімат поселення | Клімат поселення | Клімат поселення | Клімат поселення | Клімат поселення | Клімат поселення | Клімат поселення | Клімат поселення |
| Показник                                      | Січ.             | Лют.             | Бер.             | Квіт.            | Трав.            | Черв.            | Лип.             | Серп.            | Вер.             | Жовт.            | Лист.            | Груд.            |                  |
| Середній максимум, °C                         | 0,04             | −0,41            | 2,63             | 7,12             | 11,77            | 16,00            | 17,96            | 18,92            | 15,90            | 10,99            | 6,44             | 1,49             |                  |
| Середня температура, °C                       | −4,74            | −5,22            | −2,14            | 2,33             | 6,99             | 11,21            | 14,82            | 15,74            | 12,77            | 7,82             | 3,32             | −1,67            |                  |
| Середній мінімум, °C                          | −9,58            | −10,01           | −7               | −2,51            | 2,14             | 6,37             | 11,68            | 12,58            | 9,60             | 4,63             | 0,17             | −4,86            |                  |
| Норма опадів, мм                              | 127              | 120              | 118              | 120              | 113              | 124              | 115              | 105              | 133              | 150              | 154              | 136              |                  |
| Середньомісячна швидкість вітру, м/с          | 8.90             | 8.21             | 7.70             | 6.70             | 5.66             | 5.07             | 4.80             | 5.00             | 5.86             | 6.87             | 7.87             | 8.67             |                  |
| Середньомісячна сонячна радіація, кДж/м²·день | 3909             | 6750             | 10871            | 14424            | 17676            | 19133            | 18449            | 16061            | 12274            | 7502             | 4238             | 3095             |                  |
| --------------------------------------------- | ---------------- | ---------------- | ---------------- | ---------------- | ---------------- | ---------------- | ---------------- | ---------------- | ---------------- | ---------------- | ---------------- | ---------------- | ---------------- |
| Джерело:                                      |                  |                  |                  |                  |                  |                  |                  |                  |                  |                  |                  |                  |                  |